# Prima Divisione 1938-1939 (pallacanestro femminile)
La Prima Divisione di pallacanestro 1938-1939 è stata la quinta edizione del secondo livello del campionato femminile italiano.
La categoria organizzata dalla Federazione Italiana Pallacanestro contava su 32 partecipanti ed è stata vinta dal Dopolavoro La Palmaria di Lavagna, mentre a quella organizzata dalla Gioventù Italiana del Littorio erano iscritte 87 formazioni e la campionessa è stata la Gil Milano.

## FIP

### Qualificazioni

#### Sicilia
Quattro iscritte in Sicilia, due per il Comitato Esecutivo di Palermo e due di Messina, con le due vincenti ammesse direttamente alla semifinale.
|  | 1º turno    | 1º turno    | 1º turno | 1º turno | 1º turno |  |  | Semifinale  | Semifinale  | Semifinale | Semifinale | Semifinale |  |
|  |             |             |          |          |          |  |  |             |             |            |            |            |  |
|  | Gil Palermo | Gil Palermo | 16       | 11       | 27       |  |  |             |             |            |            |            |  |
|  | Guf Palermo | Guf Palermo | 35       | 12       | 47       |  |  | Guf Palermo | Guf Palermo | 19         | 17         | 36         |  |
|  | Guf Messina | Guf Messina | 31       | 22       | 53       |  |  | Guf Messina | Guf Messina | 13         | 31         | 44         |  |
|  | Gil Catania | Gil Catania | 30       | 12       | 42       |  |  |             |             |            |            |            |  |

### Finali
A Messina dal 13 al 15 agosto 1939.

#### Classifica
|  | Pos. | Squadra                       | Pt | G | V | P | PtF | PtS |
|  | ---- | ----------------------------- | -- | - | - | - | --- | --- |
|  | 1.   | Dop. La Palmaria              | 6  | 3 | 3 | 0 | 60  | 41  |
|  | 2.   | Dop. Pubblico Impiego Trieste | 5  | 3 | 2 | 1 | 72  | 49  |
|  | 3.   | SS Napoli                     | 4  | 3 | 1 | 2 | 45  | 40  |
|  | 4.   | GUF Messina                   | 3  | 3 | 0 | 3 | 25  | 72  |

Legenda:
      Promossa in Divisione Nazionale.
Regolamento:
Due punti a vittoria, uno a sconfitta.

## GIL

### Qualificazioni

#### XIV Girone

##### Classifica
|  | Pos. | Squadra                | Pt | G | V | P | PtF | PtS |
|  | ---- | ---------------------- | -- | - | - | - | --- | --- |
|  | 1.   | G.I.L. Messina         | 15 | 8 | 7 | 1 | -   | -   |
|  | 2.   | G.I.L. Palermo         | 14 | 8 | 6 | 2 | -   | -   |
|  | 3.   | G.I.L. Reggio Calabria | 11 | 7 | 4 | 3 | -   | -   |
|  | 4.   | G.I.L. Catanzaro       | 8  | 7 | 2 | 5 | -   | -   |
|  | 5.   | G.I.L. Cosenza         | 7  | 8 | 0 | 8 | -   | -   |

Legenda:
      Ammessa alla seconda fase.
Regolamento:
Due punti a vittoria, uno a sconfitta.
Note:
La GIL Cosenza e la GIL Catanzaro hanno scontato 1 punto di penalizzazione.

#### XV Girone

##### Classifica
|  | Pos. | Squadra              | Pt | G  | V  | P | PtF | PtS |
|  | ---- | -------------------- | -- | -- | -- | - | --- | --- |
|  | 1.   | G.I.L. Trapani       | 20 | 10 | 10 | 0 | -   | -   |
|  | 2.   | G.I.L. Catania       | 18 | 10 | 8  | 2 | -   | -   |
|  | 3.   | G.I.L. Ragusa        | 14 | 10 | 5  | 5 | -   | -   |
|  | 4.   | G.I.L. Caltanissetta | 13 | 10 | 3  | 7 | -   | -   |
|  | 5.   | G.I.L. Agrigento     | 12 | 10 | 2  | 8 | -   | -   |
|  | 6.   | G.I.L. Siracusa      | 7  | 10 | 2  | 8 | -   | -   |

Legenda:
      Ammessa alla seconda fase.
Regolamento:
Due punti a vittoria, uno a sconfitta.
Note:
La GIL Ragusa ha scontato 1 punto di penalizzazione; la GIL Siracusa ha scontato 5 punti di penalizzazione.

### Ottavi di finale
| Trapani 30 aprile 1939 | Trapani | 21 – 16 | Napoli |  |

| Messina 30 aprile 1939 | Messina | 39 – 28 | Roma |  |

| Napoli 7 maggio 1939 | Napoli | 9 – 7 | Trapani |  |

| Roma 7 maggio 1939 | Roma | 19 – 28 | Messina |  |

 La Gil Trapani e la Gil Messina si qualificano ai quarti di finale.

### Quarti di finale
| Trapani 23 luglio 1939 | Trapani | 23 – 24 | Messina |  |

| Messina 30 luglio 1939 | Messina | 43 – 22 | Trapani |  |

 La Gil Messina si qualifica alla semifinale.

### Semifinale
| Bologna 6 agosto 1939 | Bologna | 36 – 32 | Messina |  |

| Messina 13 agosto 1939 | Messina | 27 – 16 | Bologna |  |

 La Gil Messina si qualifica alla finale.

### Finale
| Messina 20 agosto 1939 | Messina | 29 – 22 | Milano |  |

| Milano 27 agosto 1939 | Milano | 47 – 20 | Messina |  |

| Roma 3 settembre 1939 | Messina | 10 – 29 | Milano |  |

## Verdetti

### FIP
- Dop. La Palmaria e Dop. Pubblico Impiego Trieste promosse in Divisione Nazionale.

### GIL
- G.I.L. Milano campione di Prima Divisione GIL.